# Frumuşiţa
Frumuşiţa é uma comuna romena localizada no distrito de Galaţi, na região de Moldávia. A comuna possui uma área de 113.16 km² e sua população era de 5362 habitantes segundo o censo de 2007.